# 가셔브룸 1봉
가셔브룸 1봉(영어: Gasherbrm I), K5 또는 히든피크(영어: Hidden Peak, 8,080m)는 세계 제11봉으로 파키스탄에서는 세 번째로 높은 산이며, '아름다운 산'이라는 의미를 가지고 있다.
이 산은 다른 고봉들에 의해 가려져 있어, 독일 탐험가 윌리엄 마틴 콘웨이(William Martin Conway)는 이 산을 히든피크(Hidden Peak)라고 불렀다. 그리하여 이 산의 별명이 되었다. 1958년 7월 5일 초등정되었고, 라인홀트 메스너가 알파인 스타일로 등정하여, 히든피크는 알파인 스타일로 등정된 최초의 8000미터 봉우리가 되었다.

## 같이 보기
- 8000미터 봉우리
- 칠대륙 최고봉